# Chris Jericho
Christopher Keith Irvine (sinh ngày 9 tháng 11 năm 1970), là con của Ted Irvine, được biết đến nhiều hơn với tên Chris Jericho, là một diễn viên Mỹ gốc Canada, phát thanh viên radio, ca sĩ nhạc rock, và là đô vật chuyên nghiệp. Jericho được biết đến khi xuất hiện với đai vô địch World Championship Wrestling (WCW), và đai vô địch Extreme Championship Wrestling (ECW), và là người đầu tiên mang danh hiệu WWF Undisputed Champion và kỉ lục 9 lần WWE Intercontinental Champion. Hiện anh đang thi đấu cho All Elite Wrestling.

## Sự nghiệp đô vật
Jericho làm việc cho Tony Condello, làm cho tour Northern Manitoba để có thể trở thành 1 đấu sĩ truyền thuyết với các đấu sĩ siêu sao tương lai như Adam Copeland (Edge), Jason Reso (Christian Cage), và Terry Gerin (Rhino). Anh cũng tham gia thi đấu ở Calgar CNWA và Rocky Mountain Wrestling.
Trong năm 1992, anh tới Mexico để đấu những giải nhỏ như ở EMLL. Ở EMLL, Jericho đã đấu với Silver King, Negro Casas và The Ultimo Dragon trên một con đường dài 11 tháng giữ đai vô địch Middleweight Champion bắt đầu vào tháng 12 năm 1993. Những đòn thế của anh liên tục đã giúp anh đến được với Nhật Bản năm 1994, là nơi anh hoàn thành sự thăng tiến của WAR, đối mặt với the Gedo và Ultimo Dragon, sau đó anh mất đai WAR International Junior Heavyweight. Tại Vengeance 2001, anh đã đánh bại The Rock và Stone Cold Steve Austin trong cùng một đêm. Trở thành nhà vô địch Undisputed Champion đầu tiên tại Wwe.
Năm 2007 vừa qua, anh đã trở lại và thi đấu cho thể loại RAW với một biệt danh mới là "Y2J". Anh mang một phong cách mới, Chris đã cắt tóc ngắn và vẫn giữ màu tóc vàng như xưa. Sự xuất hiện của anh đã làm cho khán giả sửng sốt. Chris đã hạ gục một vận động viên Olympic đang mang ngọn lửa Olympic đến cho Randy Orton nhưng lúc đó mọi người vẫn chưa biết đó là anh. Sau đó Chris đã xuất hiện trước mắt khán giả. Anh hiện đang giữ chức vô địch WWE Intercontinental Champion. O Night of Champions anh da bi KofiKingston cuop dai. Tại Unforgiven trong trận scramble match anh đã giành được đai World heavyweight championship sau khi để thua HBK trong trận đấu trước đó. Trong trận Raw trước khi No Mercy diễn ra, anh và Cade đã để thua DX. Sau trận đấu, HBK đã đứng trên thang và nhảy xuống Cade như một lời cảnh báo với Y2J. Tại No Mercy, anh đã giữ được đai với sự giúp đỡ của Cade. Sau đó Mike Adam tuyên bố tại Cyber Sunday, đối thủ của anh là Batista với trọng tài có thể là Stone Cold, HBK, Randy Orton và anh mất đai. Trong một chương trình của RAW, Jericho đã đòi lại được đai World heavyweight championship sau trận Steel Cage Match với Batista. Tại WWE Survivor Series 2008, Chris đã để mất đai vào tay của John Cena. Tại WWE Armageddon 2008, anh quyết định đấu lại với Cena nhưng không thành công. Vào khoảng giữa tháng 3, anh bắt đầu mối thù với các WWE Hall Of Famer, đặc biệt là Roddy Piper, Jimmy "Superfly" Snuka và Ricky "The Dragon" Steamboat. Anh đã Một mình đánh bại cả ba người trong trận 3 on 1 Handicap Elemination Match. Trong một show RAW, anh đã chuyển sang thi đấu cho SmackDown!. Và từ đó anh có mối thù với Rey Mysterio. Tại WWE Judment Day, anh không thắng được Rey. Nhưng tại WWE Extreme Rules, anh không những lập kỷ lục là người lần đầu tiên 9 lần giành đai WWE Intercontinental Championship mà anh còn lấy được mặt nạ của Rey. Tại WWE The Bash, anh đã mất đai này vào tay của Rey. Nhưng khoảng một lúc sau, anh cùng Edge lần đầu giành đai Unified WWE Tag Team Championship. Nhưng một thời gian sau, Edge bị chấn thương chân, Chris Jericho và 1 partner mới sẽ đấu với The Legacy tại Night Of Champions, và partner đó là Big Show. Đội của Big Show & Jericho chiến thắng Legacy để tiếp tục giữ đai đồng đội, họ tiếp tục giữ danh hiệu này tại Summerslam khi đánh bại đội Cryme Tyme. Tưởng như họ sẽ mất đai trước MVP và Mark Henry thì nhờ cú đấm bằng tay phải của Big Show, đội Big SHow & Jericho tiếp tục nắm giữ danh hiệu sau Breaking point.
Ngoài ra, ở chương trình Hell in a Cell thì đối thủ của Big Show và Jericho là Batista và Rey Mysterio. Tưởng chừng họ sẽ bị mất đai nhưng Big Show đã đánh Rey Mysterio tơi bời và đã thắng(pin fall).
Tại Bragging Right team Smack Down của anh và Kane đã chiến thắng trước team Raw của D-Generation-X với sự giúp đỡ của Big Show để giành chiếc cúp vô địch cho Smack Down.
Vừa rồi ở một show Smack Down anh đã đánh thắng Kane để giành quyền tham gia trận Triple threat match giành World Heavyweight Champion với THe Undertaker và Big Show tại Survivor Series. Và anh đã thất bại. Tại WWE TLC, anh và Big Show sẽ đấu với nhóm DX để bảo vệ đai WWE Unified Tag Team Championship trong trận TLC Match. Nhưng Jeri-Show đã mất đai sau khi Triple H đã giúp Shawn Michaels leo lên thang và lấy đai. Sau trận thua đó, Jericho cũng đã phải rời khỏi Raw, sau khi thua nhóm D-Generation X trong trận tái đấu vào buổi tối đó. Nhưng anh vẫn xuất hiện lại ở Raw khi cải trang thành 1 ông già Noel, nhưng đã bị Hornswoggler phát hiện. Anh và Big Show đã tấn công nhóm người lùn của Hornswoggle, nhưng D-Generation X đã lên cứu và tấn công Jeri-Show. Tuần hôm sau anh vẫn xuất hiện lại nhưng với vai trò là khán giả khi Big Show mua vé cho anh. Và tối hôm đó, Big Show cặp với The Miz và đánh với DX. Jericho đã nhảy lên can thiệp nhưng bị lãnh một cú Sweet Chin Music của Shawn Michaels. Tuần tiếp theo, anh và Big Show có cơ hội tranh lại đai khi Jeri-Show sẽ đấu với D-Generation X, nhưng một lần nữa lại thất bại. Sau trận đấu đó, Jeri-Show chính thức tan rã, và anh phải quay về SmackDown, đấu một mình.

### Từ năm 2010 đến 2015
Tại PPV Royal Rumble 2010, anh xuất hiện trong trận Royal Rumble Match ở vị trí thứ 28, nhưng không loại được ai. Và anh đã bị loại bởi người đã từng giữ đai Tag Team với anh và sau đó đã chiến thắng Royal Rumble Match với sự trở lại đáng kinh ngạc, Edge. Tuần tiếp theo, anh nói rằng do Edge mà cơ hội để tranh đai World Champion tại Wrestlemania của anh đã bị cướp mất. Nhưng Edge đã xuất hiện và tấn công Chris Jericho. Anh đã thắng trận Qualifying to Elimination Chamber Match for World HeavyWeight Championship. Sau đó anh thắng đương kim World HeavyWeight Champion Undertaker, nhờ Edge đã Spear Undertaker trước đó. Tại PPV Elimination Chamber, khi chỉ còn lại 2 người là Undertaker và Chris Jericho, Undertaker chuẩn bị tấn công anh thì Shawn Michaels bất ngờ xuất hiện từ dưới sàn đấu và Sweet Chin Music Undertaker. Sau đó Jericho pin Undertaker và giành được đai World HeavyWeight Championship lần thứ 3. Tại Raw, Edge đã spear anh, chính thức chọn anh là đối thủ của Edge tại Wrestlemania 26. Anh cũng đã xuất sắc bảo vệ đai tại kì đó khi hạ Edge bằng cách gian lận và 2 lần Codebreaker Edge. Nhưng 1 tuần sau Wrestlemania, anh đã bị Edge Spear lần nữa, và bất ngờ khi Jack Swagger dùng cặp tiền Money In The Bank đòi đấu với Chris Jericho tranh World HeavyWeight Championship ngay sau đó, và anh đã dính chiêu cuối Gutwrench Bomb của Jack Swagger, anh đã mất đai. Tuần kế tiếp, anh đấu lại với Edge để giành quyền vào đấu tranh đai với Jack Swagger.Nhưng khi đánh với Edge, 2 ngu7o7`i hoa` nhau va` tuần sau đó Theodore Long đã quyết định cho Edge, Y2J, va` Jack Swagger đánh trận Triple Threat Match để gianh` đai World Heavy Weight. Nhưng Jack Swagger đã thắng va` anh va` Edge đã đánh nhau ở Extreme Rules trong trận Steel Cage Match, kết quả Jericho thua sau đòn Spear của Edge. Tại WWE ppv Over The Limit, anh cùng The Miz lập đội đánh với The Hart Dynasty tranh đai WWE Unified Tag Team Title nhưng cũng đã thua. Một lần nữa Chris Jericho phải nếm mùi thất bại là trận thua trước Evan Bourne tại WWE Fatal 4-Way sau khi dính đòn Air Bourne. WWE Money In The Bank 8 Man Ladder Match, Jericho cũng để thua. Sau đó tại WWE Raw ngày 19/7/2010,anh đã giúp đỡ John Cena chống lại The Nexus. Chris Jericho đã có tên trong danh sách đội 7 người của John Cena gồm John Cena,R-Truth,John Morrison, The Great Khali,Edge,Chris Jericho và WWE Hall Of Famer Bret Hart để đánh với Tam Nexus tại WWE SummerSlam sẽ diễn ra vào ngày 15/8 sắp tới. Tuy nhiên chỉ 1 tuần sau đó, nội bộ Team RAW đã lục đục khi các thành viên trong nhóm nghi ngờ lẫn nhau. Tại Show RAW vào ngày 1/8, Edge và Chris Jericho đã rời khỏi team RAW khi họ để thua trong các trận đấu với The Nexus leader Wade Barret và John Cena. Sự bỏ cuộc của Edge và Chris Jericho có thể coi như 1 sự mất mát cho team RAW khi mà kinh nghiệm của họ là 1 yếu tố quan trọng để cho team của John Cena có thể đánh bại The Nexus ở Summer Slam.càng nghiêm trọng hơn khi The Great Khali đã bị The Nexus tấn công và không thể tham gia thi đấu.nhưng rốt cuộc Edge đã thuyết phục anh trở lại đội,và đội team RAW đã thắng the Nexus tại ppv SummerSlam. Sau đó, trong một trận đấu với Randy Orton, Jericho dã bị chấn thương sau một cú đá vào mặt của Randy.Và sau đó,anh ấy đã trở lại vào ngày 2/1/2012 tại Monday Night Raw.Anh thù với CM Punk và liên tục thua trong trận WWE Championship tại Elimination Chamber,WrestleMania 28 và Extreme Rules.Sau đó anh được chọn để tranh đai World Championship trong trận Fatal 4 Way nhưng thất bại.Ở Money in the Bank,anh không giành được valy WWE Championship Money in the Bank.Tại 1 show smackdown,anh thù với Dolph Ziggler khi hắn dùng valy World Heavyweight Championship Money in the Bank để thách đấu Sheamus.Anh đã thắng Dolph tại SummerSlam,nhưng lại bại trong 1 trận tái đấu ở show Raw kế tiếp.ở royal rumble 2013 anh trở lại với vị trí thứ hai và anh cũng là người loại dolp ziggler người ở vị trí thứ nhất ở royal rumble. ở elimination chamber 2013 chris jericho được tham gia trận đấu trong lồng cùng với 5 người khác để cạnh tranh đai world heavy weight ở wrestlemania 29 với alberto del rio 
là mark hennry,randy orton,jack swagger,daniel bryan và kane và anh đã bị randy orton rko và anh đã bị loại người thắng cuộc là jack swagger sau pha chơi gian lận với randy.Ở raw kế tiếp chris jericho chế tạo tên của fandango và nhiều lần bị fandango tấn công.Ở wrestlemania 29 anh áp đảo trận đấu ngay từ phút đầu tiên nhưng cuối cùng chris jericho bị đau đầu gối và bị fandango chơi xấu và để thua.Ở raw kế tiếp khi fandango đánh với kofi kingston thì bị chris jericho tấn công đằng sau lưng.Rồi đến Ẽxtreme Rules anh đánh thắng Fandango và kết thúc môi thù. Sau này Jericho quyết định nghỉ thi đấu một thời gian để theo ngành diễn viên và âm nhạc.
2014
Anh trở lại ngày 30/6/2014 tại RAW và có cuộc nói chuyện với The Miz. Sau khi cho Miz lãnh chịu đòn Codebreaker anh bị nhà Wyatt tấn công. Ngày 4 tháng 7 năm 2014, anh có màn nói chuyện với nhà Wyatt và tiếp tục cho The Miz đòn Codebreaker. WWE RAW tiếp theo anh tiếp tục bị nhà Wyatt tấn công. WWE 18/6, anh thắng Luke Harper và bị nhà Wyatt tấn công cho đến khi The Usos can thiệp. Jericho có 1 trận đấu với Bray Wyatt tại Battleground và anh thắng. WWE đã sắp xếp cho anh 1 trận đấu với Bray Wyatt tại Summerslam.Ngày 1 tháng 8 anh thắng Eric Rowan và loại bỏ chính Eric tại Summer Slam. Ngày 4 tháng 8, anh bị Wyatt can thiệp trận đấu của anh với Luke Harper, Jericho thắng theo luật chống phạm quy và đồng nghĩa với việc Harper cũng không được ở ngoài Ringside. Tại Summer Slam ngày 17 tháng 8, anh thua Wyatt mặc dù đã cho Wyatt 1 Codebreaker và 1 Wall Jercho nhưng vẫn chưa đủ để đánh bại Bray. Sau đó anh bị dính 2 cú Sister Abigail và đành chấp nhận thua cuộc. Từ đó, anh thường tham gia các trận đấu Tag Team cùng với nhiều người khác mỗi khi gặp Wyatt Family. Tại RAW ngày 8 tháng 9, anh đã có một trận Steel Cage đấu lại với Bray Wyatt. Tuy anh có lợi thế hơn sau khi đã được mở lồng thép và có thể ra ngoài nhưng vì chấn thương chân do một cú nhảy bay người từ trên đỉnh lồng trong trận đấu khiến việc thoát ra ngoài của anh bị cản trở. Nhân cơ hội, Bray đã giữ anh lại và chiến thắng ngoạn mục. Sau đó, Bray vẫn tiếp tục đánh vào chân của anh khiến cho anh đã bị dính chấn thương thật. Bray tiếp tục lôi anh vào khán đài và làm một quả Síster Abigail lên anh. Bray trở nên điên loạn sau trận đấu